# Bombardeo de Kure
El bombardeo de Kure del 24 al 28 de julio de 1945 culminó con la destrucción de los pocos remanentes de la Flota Imperial Japonesa. La 3.ª Flota Naval Estadounidense bombardeó el Arsenal Naval de Kure y sus alrededores, hundiendo a un portaaviones,3 acorazados,5 cruceros y otros barcos de menor importancia.A su vez, portaaviones de la British Pacific Fleet atacaron el Mar Interior y hundieron a 2 fragatas y dañaron a un portaaviones de escolta.

## Preludio
En julio de 1945 los grandes buques que aún estaban en servicio en la Armada Imperial Japonesa fueron trasladados a la base naval de Kure.  Debido a la escasez de combustible, los barcos fueron inmovilizados y usados como baterías antiaéreas y ya habían sido objetivo de ataques aéreos de B-29 en el mismo año, previos al bombardeo de la Marina. La Factoría Naval de Aviones Hiro fue bombardeada y destruida el 5 de mayo y el 1 de junio, el 40 por ciento de Kure fue destruida durante un bombardeo masivo.Los portaaviones británicos que participaron en el ataque fueron el Formidable,Victorious e Indefatigable.

## Batalla
El primer ataque se efectuó el 24 de julio:los aviones estadounidenses de portaaviones efectuaron unas 1,747 salidas contra la flota japonesa.Los ataques tuvieron éxito y resultaron en el hundimiento del acorazado Hyuga, del crucero Aoba, del portaaviones Amagi y de los buques de prueba Iwate, Izumo y Settsu.Durante los siguientes ataques -del 25 al 28 de julio- intervinieron asimismo 80 bombarderos B-24 basados en Okinawa y resultaron hundidos los acorazados Haruna e Ise, los cruceros Oyodo y Tone y el casco incompleto del submarino I-404.Cabe destacar que en uno de estos ataque,4 bombas acertaron el casco dañado del Aoba y terminaron de hundirlo. Asimismo sufrieron daños graves los portaaviones Hosho, Kaiyo y Katsuragi.
La base fue defendida por los instructores que pilotaban aeronaves N1K George y A6M Zero, por la defensa antiaérea de la costa y por los propios barcos fondeados:tanto los artilleros de tierra como los pilotos y los barcos lograron destruir por lo menos a 133 aviones aliados y matar a 102 hombres.

## Consecuencias

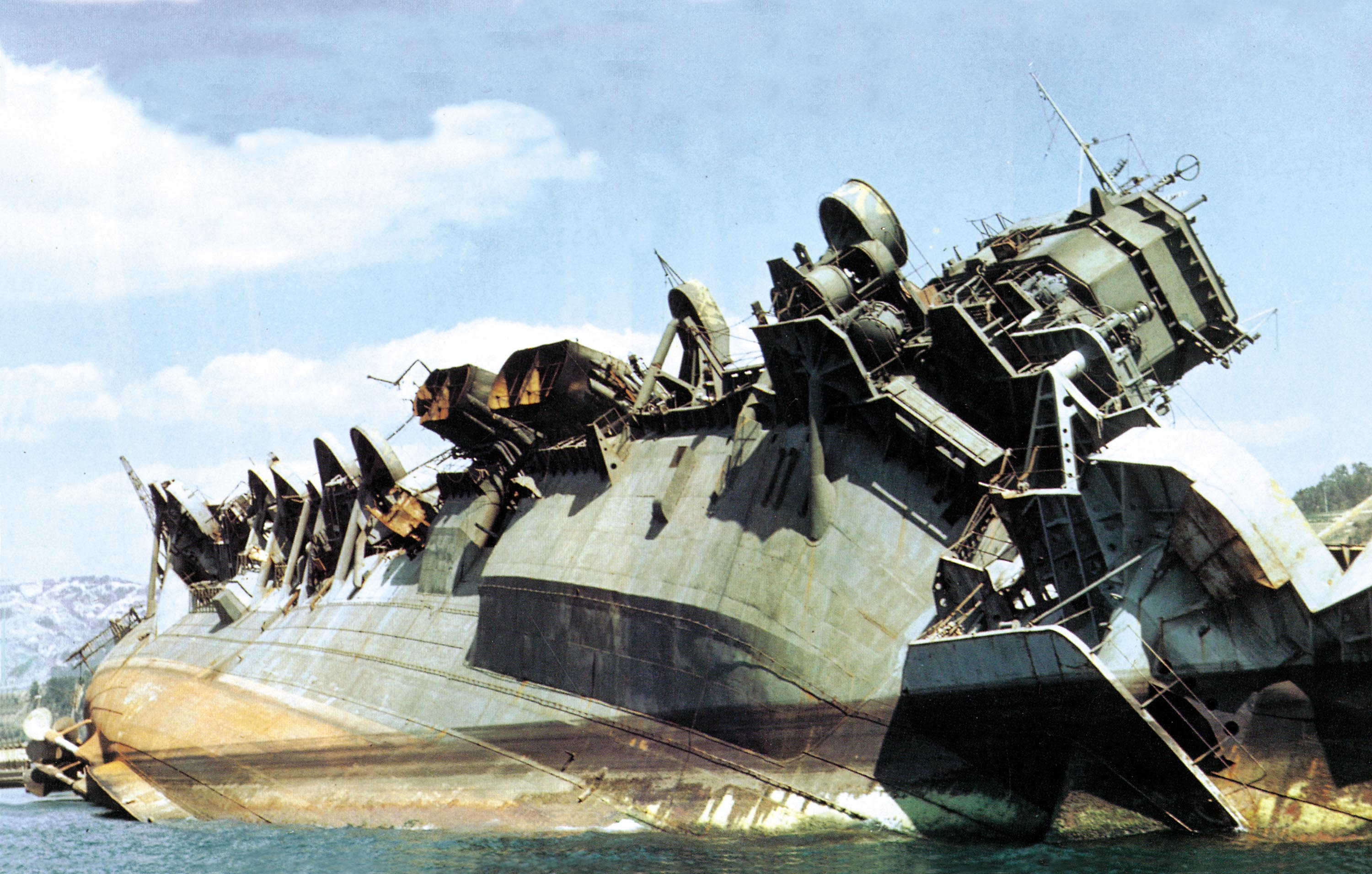
El portaaviones Amagi en 1946, hocicado de proa

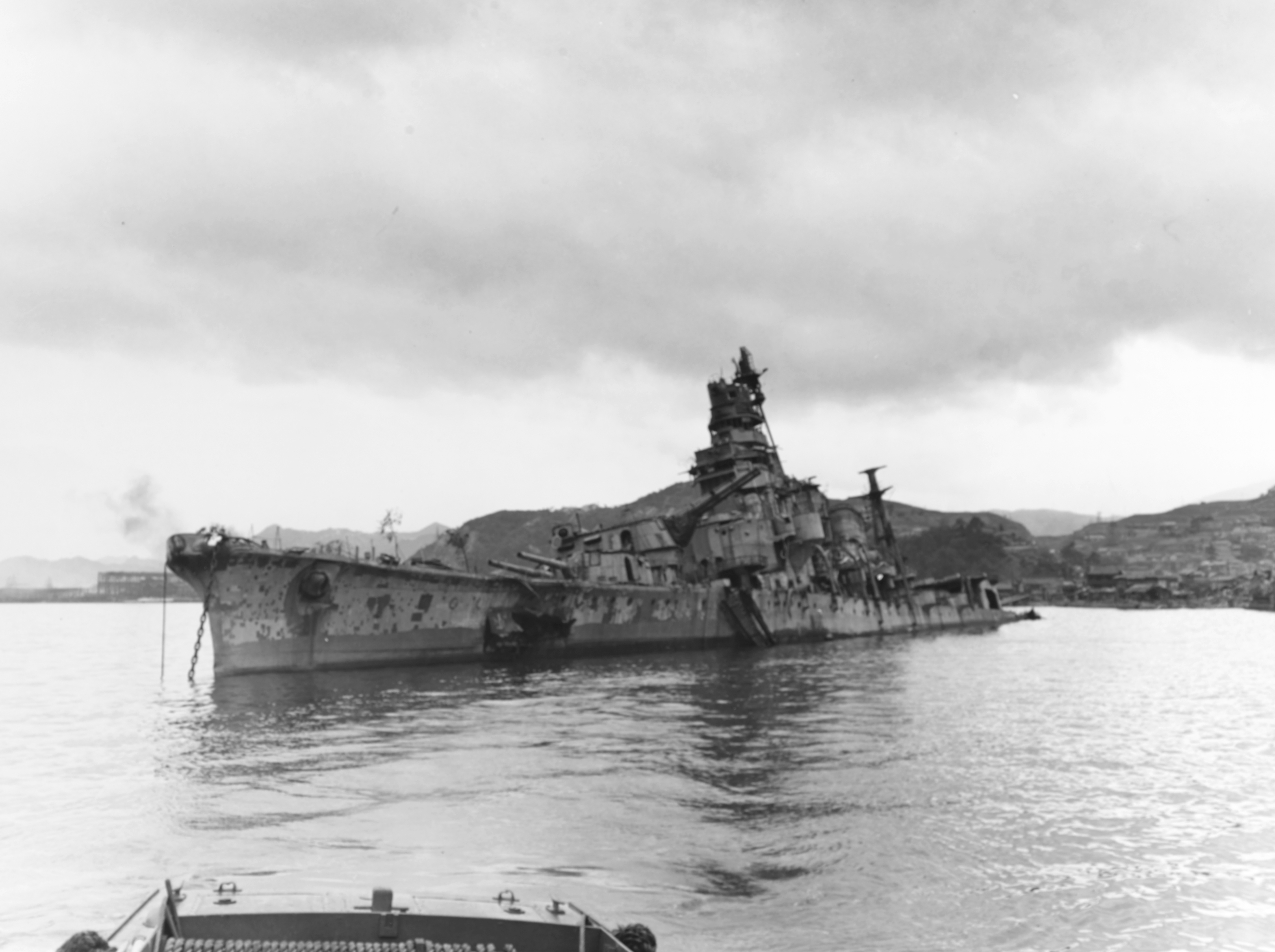
El crucero Aoba escorándose en su amarre tras haber sido acertado por una bomba aérea

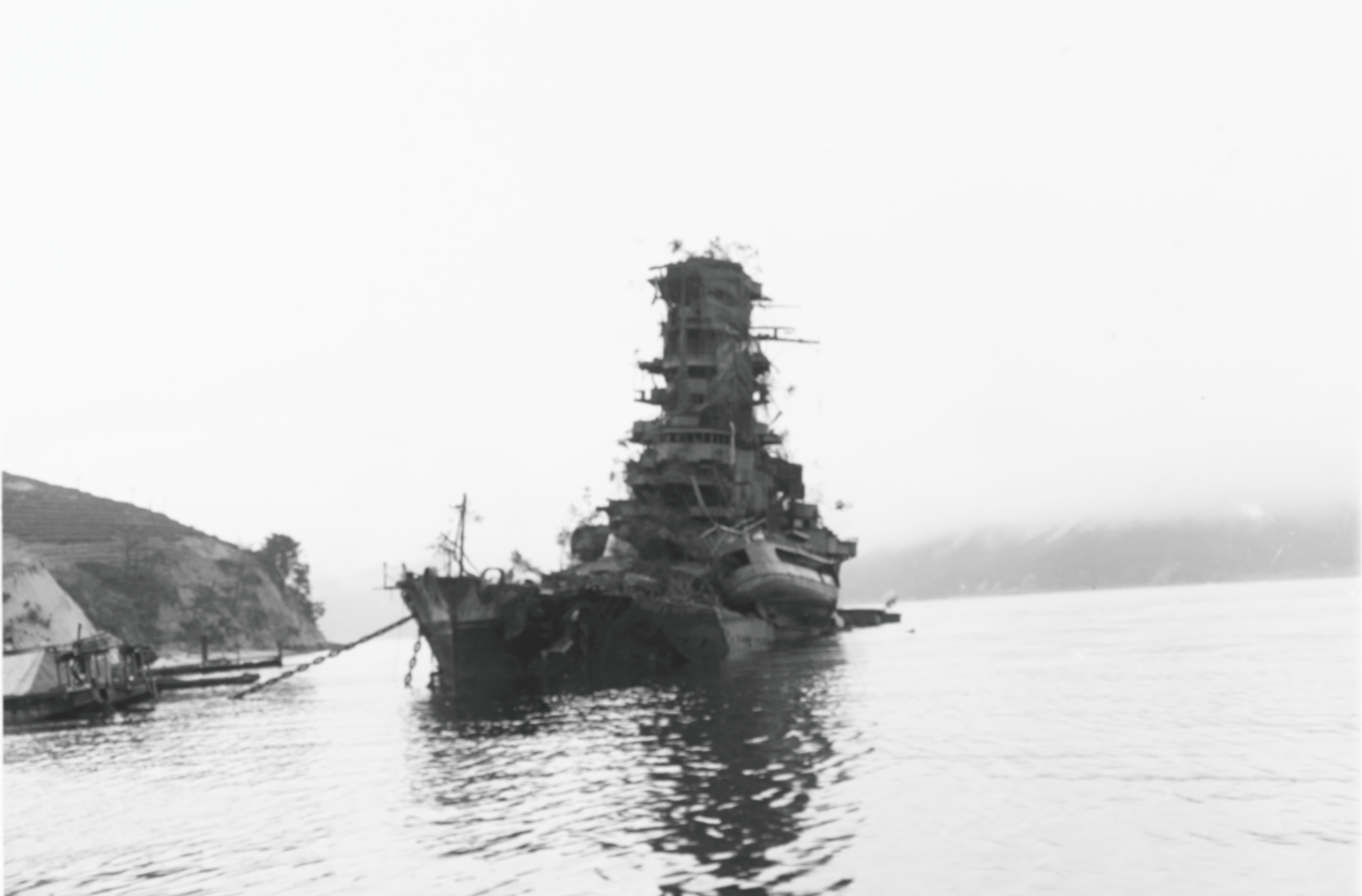
Estado en el que quedó el acorazado Haruna tras haber sufrido una explosión causada por el impacto masivo de bombas y torpedos aéreos

La incursión sobre Kure significó el hundimiento de los últimos acorazados, cruceros pesados y portaaviones japoneses que aún estaban a flote. También permitió a las flotas soviéticas operar con más libertad en el Mar del Japón y fue asimismo el mayor daño causado a la navegación marítima en toda la historia.